# 増山朝陽
増山 朝陽（ますやま あさひ、1997年1月29日 - ）は、福岡県福岡市博多区出身のプロサッカー選手。Jリーグ・FC町田ゼルビア所属。ポジションはミッドフィールダー、フォワード。

## 来歴
小学校2年生の時に板付ウイングSCに入団し、以後中学卒業まではおもにフォワードを務めた。東福岡高校入学後は300人超の部員によるレギュラー争いに苦しみ2年時まではレギュラーを掴めずにいたが、3年生春にスタメンの座を勝ち取ると、同年夏に開催された平成26年度全国高等学校総合体育大会にてチームの大会制覇に貢献し、プロのスカウトからも注目を集めた。冬の第93回全国高等学校サッカー選手権大会では、優秀選手の一人に選出された。
2015年よりJ1・ヴィッセル神戸に加入。1stステージ15節ガンバ大阪戦でリーグ戦初出場。天皇杯2回戦のAC長野パルセイロ戦でプロ入り初得点を記録。2016年10月29日、2ndステージ第16節の名古屋グランパス戦でJ1リーグ初得点を記録した。
2017年、J2・横浜FCに期限付き移籍。リーグ戦9試合無得点に終わり、期限付き移籍期間を満了。
2018年、J1・神戸に復帰。7月28日、第18節の柏レイソル戦では2シーズンぶりとなる得点を決めた。ところが8月5日のFC東京戦で右膝前十字靭帯損傷の大けがを負い、長期離脱を余儀なくされた。
2019年4月5日、ルヴァンカップ・大分トリニータ戦で、約8ヶ月ぶりに実戦に復帰。8月2日、第21節のガンバ大阪戦では同点弾となるシーズン初得点を決めた。
2020年、J2・アビスパ福岡に期限付き移籍。自己最多のリーグ戦36試合出場・5得点という成績を残し、福岡のJ1昇格に貢献した。
2021年、神戸に復帰した。同年8月5日、J1・大分トリニータに完全移籍した。
2023年、V・ファーレン長崎に完全移籍で加入した。
2025年7月、FC町田ゼルビアに完全移籍で加入した。

## エピソード
- 日本人の父親と、スペイン系フィリピン人の母親との間に生まれたハーフである[2]。
- 東福岡高等学校在学時代には強靭な肉体や爆発的に加速して相手選手を抜き去るプレースタイルから「ヒガシのクリロナ」と呼ばれた[13]。2020年のインタビューではスペイン代表FWアダマ・トラオレを意識していると話しており、2021年に神戸に復帰した際はトラオレと同じ背番号「37」を選んだ。

## 所属クラブ
- 板付ウイングSC（福岡市立板付北小学校）
- 福岡市立板付中学校
- 東福岡高等学校
- 2015年 - 2021年8月 ヴィッセル神戸
  - 2017年 横浜FC（期限付き移籍）
  - 2020年 アビスパ福岡（期限付き移籍）
- 2021年8月 - 2022年 大分トリニータ
- 2023年 - 2025年7月 V・ファーレン長崎
- 2025年7月 - FC町田ゼルビア

## 個人成績
| 国内大会個人成績 | 国内大会個人成績 | 国内大会個人成績 | 国内大会個人成績 | 国内大会個人成績 | 国内大会個人成績 | 国内大会個人成績 | 国内大会個人成績 | 国内大会個人成績 | 国内大会個人成績 | 国内大会個人成績 | 国内大会個人成績 |
| 年度             | クラブ           | 背番号           | リーグ           | リーグ戦         | リーグ戦         | リーグ杯         | リーグ杯         | オープン杯       | オープン杯       | 期間通算         | 期間通算         |
| 年度             | クラブ           | 背番号           | リーグ           | 出場             | 得点             | 出場             | 得点             | 出場             | 得点             | 出場             | 得点             |
| 日本             | 日本             | 日本             | 日本             | リーグ戦         | リーグ戦         | リーグ杯         | リーグ杯         | 天皇杯           | 天皇杯           | 期間通算         | 期間通算         |
| ---------------- | ---------------- | ---------------- | ---------------- | ---------------- | ---------------- | ---------------- | ---------------- | ---------------- | ---------------- | ---------------- | ---------------- |
| 2015             | 神戸             | 20               | J1               | 9                | 0                | 4                | 0                | 3                | 1                | 16               | 1                |
| 2016             | 神戸             | 20               | J1               | 8                | 1                | 3                | 0                | 3                | 1                | 14               | 2                |
| 2017             | 横浜FC           | 21               | J2               | 9                | 0                | -                | -                | 1                | 0                | 10               | 0                |
| 2018             | 神戸             | 20               | J1               | 7                | 1                | 5                | 1                | 0                | 0                | 10               | 2                |
| 2019             | 神戸             | 20               | J1               | 4                | 1                | 3                | 0                | 1                | 0                | 8                | 1                |
| 2020             | 福岡             | 14               | J2               | 36               | 5                | -                | -                | -                | -                | 36               | 5                |
| 2021             | 神戸             | 37               | J1               | 17               | 0                | 6                | 1                | 2                | 0                | 25               | 1                |
| 2021             | 大分             | 39               | J1               | 12               | 1                | -                | -                | -                | -                | 12               | 1                |
| 2022             | 大分             | 39               | J2               | 23               | 1                | 2                | 0                | 1                | 0                | 26               | 1                |
| 2023             | 長崎             | 8                | J2               | 38               | 3                | -                | -                | 0                | 0                | 38               | 3                |
| 2024             | 長崎             | 8                | J2               | 38               | 4                | 4                | 0                | 0                | 0                | 42               | 4                |
| 2025             | 長崎             | 8                | J2               | 22               | 5                | 2                | 1                | 0                | 0                | 24               | 6                |
| 2025             | 町田             | 11               | J1               |                  |                  |                  |                  |                  |                  |                  |                  |
| 通算             | 日本             | 日本             | J1               | 57               | 4                | 21               | 2                | 9                | 2                | 87               | 8                |
| 通算             | 日本             | 日本             | J2               | 166              | 18               | 8                | 1                | 2                | 0                | 176              | 19               |
| 総通算           | 総通算           | 総通算           | 総通算           | 223              | 22               | 29               | 3                | 11               | 2                | 263              | 27               |

その他公式戦
- 2022年
  - J1参入プレーオフ - 1試合0得点
- 2024年
  - J1参入プレーオフ - 1試合0得点

- Jリーグ初出場 - 2015年6月7日 J1 1st第15節 ガンバ大阪戦（万博記念競技場）
- Jリーグ初得点 - 2016年10月29日 J1 2nd第16節 名古屋グランパス戦（ノエビアスタジアム神戸）

## タイトル

### クラブ
東福岡高校
- 全国高等学校総合体育大会サッカー競技大会（2014年）

ヴィッセル神戸
- 天皇杯 JFA 全日本サッカー選手権大会（2019年）

### 個人
- 全国高等学校総合体育大会サッカー競技大会・優秀選手（2014年）
- 全国高等学校サッカー選手権大会・優秀選手（2014年）

## 代表歴
- 2015年 U-18日本代表